# Distretto di Sera
Il distretto di Sera (世羅郡, Sera-gun?) è uno dei distretti della prefettura di Hiroshima, in Giappone.
Dal 1º ottobre 2004 fa parte del distretto solo il comune di Sera.
| Controllo di autorità | VIAF (EN) 258436922 · NDL (EN, JA) 00390579 |